# Ewa Komarowa
Ewa Komarowa (ur. w Brociance, zm. 1 grudnia 1933 w Oszmianej) – uczestniczka powstania styczniowego, nauczycielka.

## Życiorys
Była nauczycielką. Pełniła rolę kurierki oddziału powstańczego pod dowództwem ks. Felicjana Łaszkiewicza. Opiekowała się rannymi powstańcami, ukrywała ich przed Rosjanami.
W 1930 została odznaczona Krzyżem Niepodległości. Należała do Stowarzyszenia Weteranów Kresowych w Wilnie.